# Dwergvuurmier

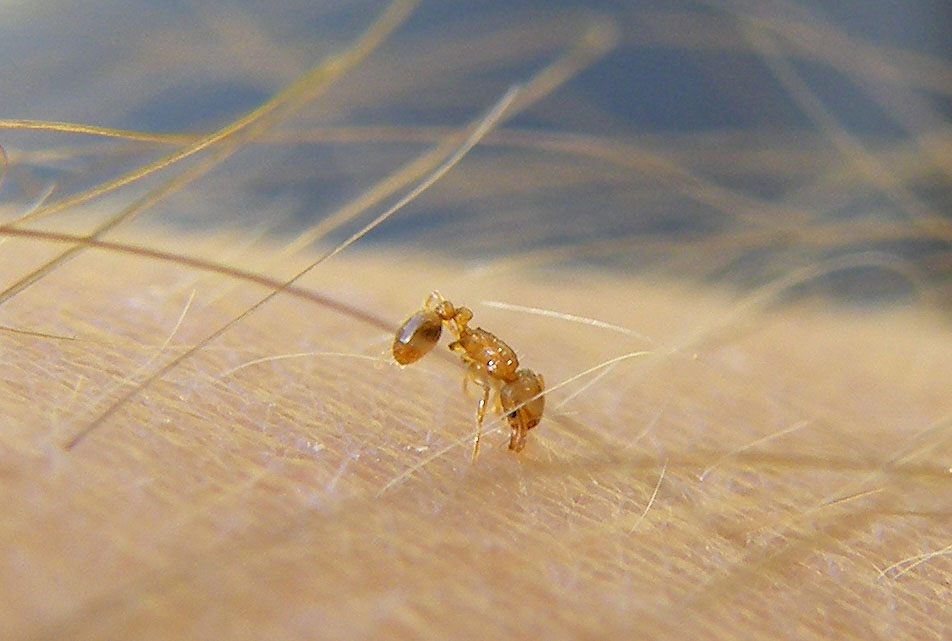
Een bijtende Wasmannia auropunctata

De dwergvuurmier (Wasmannia auropunctata) is een kleine (ongeveer 1,5 mm groot) mierensoort uit de onderfamilie van de Myrmicinae. De wetenschappelijke naam van de soort is voor het eerst geldig gepubliceerd in 1863 door Julius Roger.
De soort komt oorspronkelijk voor in Centraal- en Zuid-Amerika, maar heeft zich verspreid in Noord-Amerika, de Antillen, vele eilanden in de Grote Oceaan, Afrika, 
en Australië.

## Invasieve soort
Deze mier staat op de lijst van de 100 ergste invasieve soorten. Hij staat onder meer bekend om zijn beten die pijnlijke uitslag veroorzaken en wordt ervan verdacht huisdieren blind te maken. Sinds augustus 2022 staat de soort op de lijst van invasieve uitheemse soorten die zorgwekkend zijn voor de Europese Unie
Verder veroorzaakt de mier schade aan landbouwgewassen omdat ze schadelijke soorten bladluizen op de planten brengen. De mier kan hele ecosystemen ontwrichten op Tropische eilanden zoals de Galapagoseilanden. De soort is in staat om letterlijk alle andere soorten mieren van een eiland te verdringen. Ook andere soorten insecten (behalve de bladzuigende luizen) verdwijnen of worden zeldzamer op de eilanden.
Niet alleen op eilanden in de tropen, maar ook in het Midden-Oosten vormt de introductie van deze mier inmiddels een ecologisch probleem.